# Mars 1870

## Évènements
- France : grève des métallurgistes et intervention de l’armée.

- 1er mars : fin de la guerre de la Triple Alliance. Défaite définitive de l’armée paraguayenne à Cerro Corá contre les armées coalisées de l’Uruguay, de l’Argentine et du Brésil. Le président Lopez, fait prisonnier, est exécuté. La guerre a réduit de deux tiers la population du Paraguay, qui exsangue, survit grâce à la division de ses vainqueurs. Il perd un tiers de son territoire au profit de l’Argentine et du Brésil. Les alliés lui imposent une nouvelle Constitution qui réduit les attributions du président.

- 5 mars : guerre civile en Uruguay. Le président colorado Lorenzo Batlle, en maintenant totalement à l’écart de la vie politique le parti Blanco, provoque un soulèvement dirigé par le général Timoteo Aparicio (Révolution des Lances). La guerre civile ne prend fin qu’en 1872.

- 18 mars : le diocèse de Toronto (catholique) devient l'Archidiocèse de Toronto. John Joseph Lynch en est son premier archevêque.

- 19 mars : l'expédition de Georg August Schweinfurth dans le Bahr el-Ghazal, au Soudan (1870-1871) découvre la rivière Welle.

- 24 mars : le général  Le Bœuf, ministre de la Guerre, est fait maréchal de France et sénateur.

- 28 mars : 
  - Après une semaine de procès, Pierre Bonaparte est acquitté par la Haute Cour de Justice siégeant à Tours, du meurtre du journaliste Victor Noir.
  - Le baron Haussmann est destitué de son poste de préfet de la Seine par Émile Ollivier.

- 30 mars : début de la carrière de cantatrice d'Emma Albani.

## Naissances
- 3 mars : Émile Mauchamp, médecin français († 19 mars 1907).
- 19 mars : Cheche (José Marrero Bez), matador mexicain († 11 août 1909).
- 30 mars : Ödön Rádl, écrivain hongrois († 20 décembre 1916).

## Décès
- 13 mars : Charles de Montalembert, (comte) (60 ans), écrivain français, journaliste et homme politique (catholique libéral).
- 15 mars : Jean-Victor Schnetz, peintre français (° 14 avril 1787).